# O Pêndulo de Euclides
O Pêndulo de Euclides es un libro de Aleilton Fonseca, en la categoría de novela, publicado en 2009, por la editorial Bertrand Brasil . Este libro fue galardonado con la Medalla Euclides da Cunha por la Academia Brasileña de Letras, como uno de los destaques de libros y conferencias sobre Os Sertões, con repercusión en la prensa y el medio literario. El libro honra el centenario de la muerte de Euclides da Cunha .